# Pipe (pâtes)
Pour les articles homonymes, voir Pipe (homonymie).
Les pipe (littéralement « tuyau ») sont un type de pâtes creuses qui peuvent être lisses ou striées. Elles sont originaires du centre-nord de l'Italie. Elles ressemblent à une coquille d'escargot et possèdent une ouverture aplatie d'un côté. On les déguste avec un ragù ou une sauce crémeuse.